# Syphon Filter
Syphon Filter je akční stealth střílečka s pohledu třetí osoby pro konzoli PlayStation. Jedná se o první díl série Syphon Filter, který vyvíjeli vývojáři z Eidetic (dnešní SCE Bend Studio).
Hra se dočkala vydání v roce 1999 americkým vydavatelem 989 Studios, v roce 2006, konkrétně 4. prosince, byla vydána na PlayStation Network pro použití na konzoli PSP. V březnu 2011 hra vyšla také pro operační systém Android.
Na konci jara 2022 byla hra "lehce" modernizována a vyšla na Store PlayStation 4 a PlayStation 5.

## Zápletka
Gabriel Logan a Lian Xing jsou agenti u agentury nazývající se The Agency, kteří jsou po stopě mezinárodně hledaného teroristy Ericha Rhoemera. V srpnu 1999 se agent Ellis pokouší proniknout k Rhoemerovy a zjistit, co plánuje v jedné ze svých operací v Kostarice. Bohužel je odhalen a následně popraven bývalou agentkou KGB Marou Aramov. Rhoemer okamžitě nařídí Antonu Girdeauxovi vypálit plantáže, aby skryl veškeré důkazy o jejich Syphon Filter výzkumu.
Hra začíná měsíc po událostech v Kostarice. Rhoemer a jeho společníci zahájili útok na Washington, D.C. Gabe poráží Rhoemerova komunikačního experta, Pavla Kravitche, jenž mu umožnil přístup do washingtonského metra. Po výbuchu je Gabe v metru uvězněn a sleduje Maru Aramov, která utekla z vězení. Po cestě z metra zneškodní ve washingtonském parku několik biologických bomb a porazí Rhoemerova střelce Jorge Marcose a uvnitř památníku Svobody Antona Girdeauxe.
V laboratořích se ukáže, že Syphon Filter je smrtící vir další generace soustřeďující se konkrétní místa. Na scéně se objevuje Jonathan Phagan, zakladatel a CEO společnosti PHARCOM (společnost vypomáhající při vývoji Syphon Filteru viru). Ten se účastní jedné z gala akcí v muzeu, v New Yorku, ihned je ale zajat Marou Aramov a zjišťuje se, že Edward Benton funguje jako dvojitý agent. Gabe zabije Bentona, osvobodí Phagana a Maře Aramov, kterou zatkne, se znovu povede utéci z vazby.
Na další misi se Gabe vydá do Rhomerovi tajné základny v Kazachstánu. Zde zabije Rhomerova velitele jednotek Vladislava Gabrea a základnu zničí. Bohužel Lian Xing je chycena a pravděpodobně zabita Rhoemerem.
Tentokrát se Gabe vydá na Ukrajinu do Rhoemerovi pevnosti za záchranou Phagana, který by měl být vězněný v katakombách. Po příchodu nalézá infikované pacienty, jenž by měli být protilátkou proti smrtícímu viru. Gabe postupuje hlouběji a zachraňuje Phagana. Ten prozrazuje Loganovi, že Lian žije a je zde také vězněna. Phagan dovede Logana k Lian, která je přesvědčená o tom, že neexistuje žádná protilátka. Gabe a Lian utíkají z katakomb pevnosti, stejně tak Phagan, který šel po své cestě. Ten je ale později zabit Marou Aramov, jenž se rozhodne pomoci Gabeovi a Lian.
Gabeova další mise se koná též v Kazachstánu, kde se mu podaří proniknout do skladů PHARCOM. Zde probíhají boje mezi Rhoemerovými muži a ochrankou PHARCOMu. Gabe zjišťuje, že Markinson tajně vyjednával s Rhoemerem na vydání Syphon Filter viru pro The Agency. Rhoemer zabije Markinsona a spustí časové odpočítávání k odpálení sovětské rakety. Gabe nemůže odpálení zabránit, takže jeho jedinou nadějí je sebe-destrukční sekvence. Gabeovi se podaří raketu zničit a odvrátit tak třetí světovou válku. Po zničení rakety začíná finálový souboj mezi Rhoemerem a Gabem, ve kterém je Rhoemer zabit plynovým granátem (jelikož hra neumožňuje ho zabít jinak).
Po skončení titulku, po dohrání hry, se zobrazuje scéna s neznámou osobou držící v ruce Syphon Filter virus, v prostorách velitelství The Agency a smějící se Marou Aramov.

## Postavy
- Gabriel Logan – Hlavní protagonista hry, jeho úkol je zabít mezinárodně hledaného teroristu Ericha Rhoemera
- Lian Xing – Kolegyně Gabriela Logana, pomáhá při misích pomocí vysílačky
- Thomas Markinson – šef agentury, snažil se získat Syphon Filter pro Agenturu, byl zabit Rhoemerem
- Edward Benton – náměstek ředitele Agentury, pomáhá Loganovi při misích, později zabit Loganem kvůli spolupráci s teroristy
- Mara Aramov – Ex-agetka KGB, spolupracuje s Rhoemerem
- Jonathan Phagan – ředitel společnosti Pharcom, byl zabit Marou Aramov
- Anton Girdeaux – terorista spolupracující s Rhoemerem, byl zabit Loganem
- Erich Rhomer – terorista, který má v plánu zamořit svět virem Syphon Filter, zabit Loganem